# Бальмунг
Бальмунг (средневерхненем. Balmung, также «Меч Нибелунгов»: Niblungens Schwert) — меч Зигфрида, а затем Хагена, упоминаемый в «Песни о Нибелунгах».

## История меча
Впервые это меч упоминается в авентюре (главе) третьей (О том как Зигфрид приехал в Вормс), в рассказе Хагена о подвигах молодого Зигфрида. Однажды Зигфрид встретил под горой двух королей Нибелунгов: Шильбунга и Нибелунга, которые делили клад, когда-то зарытый ими. Короли предложили Зигфриду поделить его между ними, а в награду они бы дали ему «Меч Нибелунгов». Зигфрид поделил клад, но братья короли остались недовольны дележом: «…Таков был клад, и витязю пришлось делить его. /Меч Нибелунгов взял он в награду за труды, /Но помощью своею довел лишь до беды: /Остались недовольны два брата дележом /И с Зигфридом рассорились, виня его во всем.» Расправиться с Зигфридом они призвали двенадцать великанов, но Зигфрид тут же отсек им головы Бальмунгом: «…Поднял Зигфрид свой Бальмунг, добрый меч, /И великаньи головы в траву упали с плеч.»; а затем, перебив семьсот Нибелунгов, поразил двух братьев королей и победил могучего карлика Альбриха, который поклялся быть ему верным слугой.
Затем Хаген рассказывает об убийстве Зигфридом дракона: «Могу я и другое порассказать о нём. /Он страшного дракона убил своим мечом…» Вероятнее всего, что Зигфрид убил дракона другим мечом (не Бальмунгом, так как он и был «Мечом Нибелунгов», о чём говорится в тексте поэмы;. в скандинавской традиции Сигурд убивает дракона мечом Грамом), так как убийство братьев-королей было не первым подвигом Зигфрида, к этому моменту он уже был чем-то прославлен: увидев Зигфрида, Нибелунги говорят: «Вон, Зигфрид Нидерландский, прославленный герой…», тогда как в других источниках убийство дракона — один из первых подвигов Зигфрида (в позднесредневековой «Чудеснейшей повести о роговом Зигфриде» это — его первый подвиг, в «Старшей Эдде» — второй после победы над Хундингом и его сыновьями).
Мечом Бальмунгом Зигфрид сражался с датчанами и саксами. Вскоре после прибытия в Вормс, он победил в поединке с датским королём Людегастом, трижды своим мечом прорубив ему панцирь, на помощь Людегасту пришли его тридцать вассалов, но Зигфрид отбился от них, взяв датского короля в плен. Затем на поле битвы он сошёлся с саксонским королём Людегером, но король саксов, узнав Зигфрида, отказался продолжать поединок.
Возможно, Бальмунгом Зигфрид бьется с привратником-нибелунгом (великаном). Перед убийством Зигфрида Хаген прячет его меч и копье, чтобы он не мог ими воспользоваться. Однако, смертельно раненный в спину, он метнул в убегающего Хагена свой щит и сбил его с ног, после смерти Зигфрида Хаген забирает себе его меч Бальмунг. Впоследствии, когда Кримхильда мстит за убийство Зигфрида, Хаген при дворе Этцеля убивает этим мечом множество врагов.
В конце концов из всех бургундов остаются только двое — Гунтер и Хаген. С Бальмунгом сильно уставший Хаген выходит на последний поединок с Дитрихом Бернским, который хочет отомстить последним бургундам за истребление всей его дружины. Дитрих предлагает Гунтеру и Хагену сдаться, обещая за это уговорить Кримхильду отпустить их. Бургунды отказываются. Хаген первым сражается с Дитрихом, тот же, опасаясь Бальмунга, осторожно сражается с Хагеном, и затем, нанеся ему рану, пленяет его: «Сообразив, сколь Бальмунг широк, тяжел, остер, / Он избегал сходиться с противником в упор. / И, лишь когда почуял, что тот не сладит с ним, / Бургунду рану тяжкую нанес мечом своим.», то же самое происходит и с Гунтером, как вассал Этцеля (второго мужа Кримхильды), он отводит бургундов к Кримхильде, благородно прося её отпустить их. Кримхильда притворно соглашается, а сама выпытывает у Хагена, где клад Нибелунгов. Хаген говорит, что не может рассказать об этом, пока жив его сюзерен-король Гунтер. Тогда Кримхильда приносит Хагену голову своего брата — Гунтера. Хаген же, решив быть стойким до конца, отказывается говорить, где спрятан клад Нибелунгов; рассвирепевшая Кримхильда отрубает скованному Хагену голову мечом Бальмунгом. Единственный уцелевший воин Дитриха — Хильдебранд, мстя Кримхильде за её вероломство, разрубает её пополам.
После этого судьба Бальмунга неизвестна. По некоторым версиям,Бальмунг достается Хильдебранду.

## Свойства и внешний вид
Меч Бальмунг был весьма твердым и острым, способным пробить любые доспехи и разрубить любой шлем: «…И меч поверх кольчуги на пояс привязал, / Тот обоюдоострый меч любой доспех пронзал»; «…Любые шлемы Бальмунг в сражениях пробивал.» По внешнему виду меч был весьма длинным и широким: «…Меч Зигфрида стальной/Изрядной отличался длиной и шириной…». Его рукоять была отделана золотом, в неё была вставлен зелёный камень: «Тут вытянул он (Хаген — автор) ноги, и положил на них, / Высокомерно глянув на недругов своих, / Клинок в ножнах, обшитых парчовою каймой. / Увидев рукоять его с отделкой золотой / И с яблоком из яшмы, зелёной как трава, /Заплакала Крихильда от горя чуть жива…» Бальмунг носился в ножнах, украшенных парчою.

## Бальмунг в кино
Бальмунг также появляется в некоторых фильмах о Нибелунгах, из которых последний: "Кольцо Нибелунгов. В этом фильме, сценарий которого основан на «Саге о Вельсунгах» и «Песни о Нибелунгах», меч Бальмунг смешивается с Грамом, мечом Сигурда(Зигфрида) из «Старшей Эдды».

## Бальмунг в литературе
Бальмунг вдохновлял поэтов и писателей. У Джеймса Болдуина есть рассказ «Ковка Бальмунга» где рассказывается, как малолетний Зигфрид, подмастерье кузнеца Мимира, сумел выковать чудесный меч Бальмунг. В фантастических романах Дмитрия Скирюка: «Осенний лис», «Драконовы сны», «Руны Судьбы», «Кукушка» волшебный меч знахаря Жуги — Хриз был выкован гномами по образцу Бальмунга, и был сильнейшим из трех Ксиалов (другие были выкованы соответственно по образцу Тюрфинга и Экскалибура). Меч Бальмунг предстает оружием главного героя в романе «Битва за меч»(1991).

## Бальмунг в играх
Бальмунг также появляется в некоторых играх: «Castlevania: Aria of Sorrow» и её продолжении — «Castlevania: Dawn of Sorrow»; «Fire Emblem: Genealogy of the Holy War», как меч, который могут использовать только воины рода Ода; мечом с таким именем могут обладать гроссмейстеры в игре «Ragnarok online»; в игре «Myth 2: Souldlighten» Бальмунгом называется меч короля Алрика.